# Epilachnini
Epilachnini (лат.) — триба божьих коровок из подсемейства Epilachninae.

## Описание
Усики прикреплены на лбу между глазами. Мандибулы без зубца у основания, с несколькими крупными или мелкими зубцами на режущим крае. Передний край метаэпистернов скошенный. Передние голени со шпорами.

## Систематика
В составе рода около 30 родов.
- Adira Gordon & Almeida, 1986[4]
- Afidenta Dieke, 1947[5]
- Afidentula Kapur, 1958
- Afissa Dieke, 1947
- Afissula Kapur, 1958
- Afrocleta Szawaryn & Tomaszewska, 2020[6]
- Chnootriba
- Cynegetis
- Damatula
- Diekeana
- Epilachna Chevrolat in Dejean, 1837
- Epiverta
- Eremochilus
- Figura Ukrainsky, 2007[7][8]
- Henosepilachna Li et Cook, 1961
- Lorma Gordon, 1975[9]
- Macrolasia Weise, 1903
- Mada Mulsant 1850
- Malata
- Megatela
- Merma
- Papuaepilachna Szawaryn and Tomaszewska, 2013[10]
- Pseudodira
- Solanophila Weise 1898
- Subcoccinella
- Toxotoma
- Tropha Weise, 1900
- Uniparodentata Wang & Cao, 1993[11]